# Wendlandia paniculata
Wendlandia paniculata är en måreväxtart som först beskrevs av William Roxburgh, och fick sitt nu gällande namn av Dc.. Wendlandia paniculata ingår i släktet Wendlandia och familjen måreväxter. Inga underarter finns listade i Catalogue of Life.